# Emiel Hopman
Emiel Hopman ('t Zand (Schagen), 9 mei 1963 – 't Zand (Schagen), 23 juni 2023), bijgenaamd The Marathonman, was een Nederlands marathon- en langebaanschaatser.

## Loopbaan
Begin jaren tachtig van de 20e eeuw was Hopman zeer succesvol. Als een van de weinigen wist Hopman buiten Jong Oranje om in de kernploeg te komen. In het seizoen 1983/1984 wist hij vijftien wedstrijden te winnen. Hiervan waren er acht opeenvolgend. Deze overwinningen kwamen vaak op indrukwekkende wijze tot stand, met geregeld meerdere ronden voorsprong. Deze manier van rijden en de resultaten leverde Hopman de bijnaam De Hulk op.
Na zijn succesvolle marathonperiode stapte Hopman over naar het langebaanschaatsen. Alhoewel Hopman op het NK Allround 1985 in Alkmaar net naast het podium belandde, werd hij wel afgevaardigd naar het EK in Eskilstuna waar hij zestiende werd. Op de afsluitende tien kilometer werd hij derde, vlak voor Frits Schalij. Het succes bleef echter uit waarna hij besloot te stoppen. Omdat Hopman geen lid was van de vereniging van de Elfstedentocht, kreeg hij in 1986 geen startbewijs en kon dus ook niet starten.
Hij was in 1986 samen met Geert Kuiper een van de eersten die experimenteerden met de toen zeer revolutionaire klapschaats.
Emiel Hopman overleed in 2023 op 60-jarige leeftijd.

## Persoonlijke records
| Afstand     | Tijd     | Datum            | Baan       |
| ----------- | -------- | ---------------- | ---------- |
| 500 meter   | 40,3     | 8 januari 1985   | Heerenveen |
| 1500 meter  | 1.58,93  | 20 januari 1985  | Davos      |
| 3000 meter  | 4.14,7   | 8 januari 1985   | Heerenveen |
| 5000 meter  | 7.12,22  | 30 november 1986 | Heerenveen |
| 10000 meter | 14.45,92 | 17 december 1987 | Heerenveen |